# Ivar Ragnarsson
Pour les articles homonymes, voir Ragnarsson et Ivarr.
Ivar Ragnarsson, dit « Ivar le Désossé » (vieux norrois : Ivarr inn Beinlausi), mort en 870 ou 873, fait partie des chefs vikings qui ont dirigé la conquête du Danelaw, en Angleterre à la fin du IXe siècle. Il a régné avec ses frères sur une zone comprenant probablement le Danemark et la Suède, et s'étendant également en Angleterre et en Irlande. Il avait la réputation d'être un berserker, d'où son titre « Roi Berserker ».

## Biographie
Fils du guerrier viking Ragnar Lodbrok, Ivar régnait sur une zone comprenant probablement des parties des actuels Danemark et Suède.
Dès l’automne 865, Ivar débarque en Angleterre, avec ses frères putatifs Halfdan Ragnarsson et Ubbe Ragnarsson pour se livrer à des pillages dans la région d’Est-Anglie avant de parvenir rapidement à un compromis avec les Est-Angliens. L’année suivante, il pousse ses forces montées au nord jusqu’à York, appelé Jorvik par les Danois, qu’il prend sans peine aux Northumbriens, lesquels sont à l’époque divisés par une guerre civile. Il réussit à conserver la ville contre une vaine tentative de reprise en 867. Entre-temps, en 865, les trois hommes, ensemble à la tête de la Grande Armée danoise qui conquiert le Danelaw, cherchent à dominer l’ensemble de l’Angleterre, mais se heurtent à Alfred le Grand, roi de Wessex.
On a attribué à Ivar l’immolation du roi Edmond d'Est-Anglie en 869. L’histoire est connue grâce à la Passion latine du roi Edmund rédigée par Abbon de Fleury, puis adaptée en vieil anglais par Ælfric d'Eynsham. Ceux-ci rapportent qu’Edmund aurait été tué de la même façon que Saint-Sébastien après avoir refusé de devenir le vassal d’un païen : attaché à un arbre, les Vikings auraient tiré des flèches sur lui jusqu’à sa mort. Des récits postérieurs affirment qu’il aurait été tué dans la nef d’une église.
Après 869, Ivar laisse le commandement de la Grande Armée danoise en Angleterre à ses frères Halfdan et Ubbe Ragnarsson. Il est dit qu'Ivar aurait émigré à Dublin ou dans une autre seigneurie d'Irlande, mais cette hypothèse est liée à la présence d'un autre personnage historique, Ivarr de Dublin. Les deux personnages sont très souvent confondus, bien qu'étant totalement distincts. En vérité, aucun élément à ce jour indique ce qu'il est devenu.

## Uí Ímair
Clare Downham, dans son ouvrage récent, rejette l'identification d'Ivar Ragnarsson avec Ivarr ou Ímar roi de Dublin le fondateur des Uí Ímair, ou Maison des Ivar, dynastie qui a régné, à diverses époques, à partir d'York sur la Northumbrie, du milieu du IXe siècle jusqu’au Xe siècle et a dominé la mer d’Irlande à partir du royaume de Dublin. Leurs descendants apparents, la dynastie de Crovan, a régné sur le royaume de Man et des Îles du XIe jusqu’au XIIIe siècle, la plupart du temps en vassaux des rois de Norvège.

## Mort
Le nom d’Ivar disparait des archives peu après 870. Son sort ultime est incertain. Les Annales d'Ulster décrivent la mort d’Ivar en 873 : 

« Ivar, roi des Normands de toute l’Irlande et la Grande-Bretagne, a fini sa vie. »

Les Annales fragmentaires d'Irlande mentionnent également la mort d’Ivar en 873 : 

« Le roi de Lochlainn, (c’est-à-dire Gothfraid), a succombé à une maladie soudaine et hideuse. Ainsi, a-t-il plu à Dieu. »

L’identification du roi de Lochlann à Gothfraid (le père d’Imar) est une mention rajoutée par un copiste au XVIIe siècle. Dans le manuscrit d’origine du XIe siècle, le sujet de l’inscription est appelé simplement righ Lochlann (« le roi de Lochlainn »), ce qui se réfère plus que probablement à Imar, dont Les Annales fragmentaires ne notent pas autrement la mort. La cause de la mort – une maladie soudaine et horrible – n’est mentionnée dans aucune autre source, mais soulève la possibilité intéressante que le surnom d’Ivar en vieux norrois tire sa véritable origine des effets dévastateurs d’une maladie non identifiée qui l'a frappé vers la fin de sa vie. Bien que « soudain et horrible », le décès par maladie était un cas fréquent de mortalité au IXe siècle. D’autres suggèrent que les moines ont tout simplement voulu donner à sa mort la forme d’une maladie soudaine et horrible pour symboliser la punition divine de celui qui avait tant persécuté les chrétiens de son vivant.
En 1686, un ouvrier agricole du nom de Thomas Walker découvrit à Repton un tumulus scandinave à proximité d’un champ de bataille où la Grande Armée danoise avait dépossédé le roi Burgred de Mercie de son royaume. Le nombre de squelettes partiels autour du corps, deux cents guerriers et cinquante femmes, signifierait un statut très élevé de l’homme enterré, et on a suggéré qu’un tel tumulus pourrait constituer un lieu de repos digne d’un Viking de la notoriété d’Ivar.

## Surnom du «Désossé»
Un désaccord persiste quant à la signification de l'épithète « le désossé » dans les sagas. Certains ont suggéré que c'était un euphémisme pour désigner l'impuissance sexuelle ou une métaphore du serpent (l'un de ses frères était nommé « Sigurd Œil de Serpent »). Peut-être est-ce aussi une référence à une flexibilité physique extraordinaire. Guerrier de renom, peut-être la souplesse d'Ivar a-t-elle donné naissance à la notion populaire qu'il était « désossé ». Le poème Háttalykill inn Forni le décrit comme étant « sans aucun os ».
Alternativement, le mot anglais bone (« os » en français) (Ivar the Boneless, en anglais) est apparenté au mot allemand bein, qui signifie « jambe ». Des sources scandinaves mentionnent Ivar le désossé comme étant porté sur un bouclier par ses guerriers. Certains ont émis l'hypothèse que ce fut parce qu'il ne pouvait pas marcher et que peut-être son épithète signifiait simplement « sans jambes » littéralement ou tout simplement parce qu'il était boiteux. Cependant, d'autres sources datant cette période affirment qu'il était soulevé sur les boucliers de ses ennemis après chaque victoire, non pas parce qu'il était infirme.
John Haywood a mis en avant une autre hypothèse quant à l'origine du surnom d'Ivar. Ce surnom, en cours d'utilisation vers les années 1140, est peut-être issu d'une histoire du IXe siècle d'un Viking avec les os ratatinés qui ont causé sa mort après avoir pillé le monastère de Saint-Germain, près de Paris.
Une autre interprétation du surnom, issue de sources scandinaves, décrirait une condition physique s'apparentant à une forme d'ostéogenèse imparfaite, maladie plus communément connue sous le nom de « maladie des os de verre ». En 1949, le chercheur danois Knud Seedorf écrit : « De tous les personnages historiques dont nous avons connaissance, nous avons un vague soupçon seulement que l'un d'entre eux souffrait d'ostéogenèse imparfaite, à savoir Ivar Benløs, fils cadet du roi légendaire danois Ragnar Lodbrog. On rapporte qu'il avait les jambes aussi molles que du cartilage (« il lui manquait les os »), de sorte qu'il était incapable de marcher et devait être transporté sur un bouclier. »
Il existe également des formes moins extrêmes de l'ostéogenèse imparfaite. En 2003, Nabil Shaban, un défenseur des droits des personnes atteintes de cette maladie, a réalisé le documentaire The Strangest Viking pour Channel 4 Secret History, dans lequel il explore la possibilité qu'Ivar le Désossé souffrait de cette affection. Il y démontre qu'un porteur de la maladie est tout à fait capable de se servir d'un arc, de telle sorte qu'Ivar aurait pu prendre part aux batailles, comme la société viking l'attendait d'un chef.

## Dans la culture populaire

### Série télévisée
Ivar apparaît dans la série Vikings où il est le plus jeune et le plus dangereux fils de Ragnar Lothbrok. Il en devient l'antagoniste principal au cours de la saison 5. Il est incarné enfant par James Quinn Markey, puis adulte par Alex Høgh Andersen.
Ivar est mentionné dans la saison 4 de la série télévisée The Last Kingdom. Il est présenté comme étant un parent de Sigtryggr.

### Cinéma
Dans le film Hammer of the Gods, il est incarné par Ivan Kaye.

### Jeu vidéo
Ivar figure dans les jeux Assassin's Creed Valhalla ainsi que dans le jeu de stratégie Crusader Kings II et III en tant que personnage jouable et au côté de ses frères. 

### Musique
En février 2025, l'artiste Lacrim sort R.I.P.R.O (volume V) qui contient le titre Ivar , douzième chanson de la mixtape.

## Sources
- (en) Ann Williams,Alfred P. Smyth, D P Kirby, A Bibliographical Dictionary of Dark Age Britain (England, Scotland and Wales c.500-c.1050), Londres, Seaby, 1991, 253 p. (ISBN 1 852640472, lire en ligne), p. 161 Ivarr the Boneless king of Dublin d.873.
- (en) Alfred P. Smyth, Warlords and Holy Men Scotland ad 80~1000, Édimbourg, Edinburgh University Press, 1984, 279 p. (ISBN 0748601007), p. 148,151,158,160,190,192-4,197-8,200,215.